# Una casa a misura di bambino
Una casa a misura di bambino è un saggio di Grazia Honegger Fresco e Sara Honegger Chiari pubblicato in Italia nel 2000 e successivamente nel 2011 (nuova edizione).
Grazia Honegger Fresco, pedagogista italiana e allieva di Maria Montessori, ha sperimentato a lungo le sue proposte nei nidi, nelle Case dei Bambini e nelle scuole primarie; ha diretto fino al 1989 una scuola Montessoriana per bambini dai 2 ai 10 anni a Castellanza (VA). Da anni si dedica alla formazione di educatori in Italia e all’estero. È autrice di numerosi testi per educatori e genitori.
Sara Honegger Chiari, madre di due figli, è giornalista. Oltre a collaborare con numerose riviste, ha pubblicato alcuni testi sull’alimentazione e altri dedicati all’infanzia.

## Caratteristiche
Il testo (127 pagine) si apre con una breve introduzione sul "perché di questo libro" e prosegue via via con i successivi argomenti (il primo ambiente, l'ingresso, la cucina, il salotto-soggiorno, la cameretta, il bagno..).
Lo stile è molto semplice e scorrevole, alla portata di tutti poiché non sono presenti termini aulici.
Ogni argomento principale è suddiviso in sotto-paragrafi, che presentano all'interno anche delle schede che guidano passo per passo le persone nella costruzione di oggetti per la casa e giochi per i bambini; per semplificare ulteriormente la comprensione sono state inserite molte immagini e disegni illustrativi.

## Struttura
L’opera è suddivisa, per argomenti diversi, nei seguenti capitoli: 1. Perché questo libro; 2. Il primo ambiente; 3. L’ingresso; 4. La cucina; 5. Il soggiorno - salotto; 6. La “sua” camera; 7. Il bagno; 8. Luoghi segreti in casa; 9. “Ma io non ho tempo!”; 10. E se giocare fosse una cosa seria?; 11. Cambiamenti in casa; 12. Bibliografia. All’interno dei capitoli sono presenti anche delle schede pratiche riguardanti oggetti comuni, necessari ad ogni bambini, da costruire (lettino, fasciatoio,..); giochi da costruire per i bambini (pupazzetti di stoffa, pompon,..); giochi da fare con i bambini (pasta di sale, “c’è-non c’è”,..); schede che spiegano ai genitori “che cosa occorre al bambino per..” (cucinare, lavare..); infine, giochi da proporre dai 6 ai 12 anni.

## Contenuto
La nascita di un bambino comporta una serie di cambiamenti nelle case delle persone, si comprano oggetti come una culla, si progetta la cameretta, il suo angolo per giocare, il luogo dove si cambia il pannolino e tutto ciò che serve ad un bambino. Mano a mano che il bambino cresce, con lui cambiano le esigenze: egli necessita di più spazio per muoversi e gattonare, più oggetti da maneggiare e scoprire, odori da sentire e suoni da ascoltare.
La casa, per il bambino, è un luogo fondamentale, perché è il primo luogo che esplora e scopre, in cui sperimenta le sue prime emozioni e sensazioni, per questo è importante che sia ben organizzata e ben predisposta per le sue attività in ogni fase della sua crescita. La famiglia hai il compito di seguire il bambino rendendo il luogo adatto e sicuro per la scoperta e lo sviluppo del bambino.
Questo libro illustra semplici ed economiche soluzioni per rendere ogni stanza e ogni angolo della casa (cucina, camera, bagno, soggiorno) alla portata del bambino, per adattarle mano a mano che cresce e si sviluppa alle sue “conquiste”. Esso presenta dei consigli per i genitori su come comportarsi o come intervenire in determinate situazioni, degli esempi di pericoli per il bambino che si possono trovare all'interno della casa e, infine, giochi ed attività da proporre ai bambini ad ogni fascia d'età, dalla nascita fino all'età di 12 anni.